# Miss Slovenije 2015
Miss Slovenije 2015 je bilo lepotno tekmovanje, ki je potekalo 10. septembra 2015 skupaj z izborom za Miss Earth na kopališču Atlantis v Ljubljani.
Organizirala ga je Jelka Verk. Generalna pokrovitelja finala sta bila Hit Casinos in BTC. Nastopilo je 15 finalistk, ki so bile izbrane na regionalnih izborih in dveh polfinalih. Moto izbora je bil Mlade poslovne ženske v družbi, zato so tekmovalke izdelale poslovni načrt z Gea College.
Miss spleta je bila izbrana na Facebooku.
To je bilo zadnje tekmovanje za Miss Slovenije, na katerem je zmagovalka dobila avto (za enoletno uporabo).

## Finale

### Uvrstitve in nagrade
- Zmagovalka, miss Slovenskih novic, model Atlantisa, miss osebnosti in posebna nagrada organizatorja za največ truda Mateja Kociper, 23 let, študentka, Odranci, dobila je eno leto vožnje z avtom Fiat 500X (podjetje Avto Triglav) in študij na Gea College.
- 1. spremljevalka Patricia Koželj, 19 let, Maribor
- 2. spremljevalka Tadeja Pavlič, 17 let, Ljubljana
- Miss revije Nova Lea Markelj, 19 let, Tržič
- Miss spleta in miss talent Lina Kogoj, 21 let, Domžale
- Najboljši poslovni načrt Nika Vivoda, 18 let, Koper

Vir

### Žirija
Sestavljali so jo Julija Bizjak (miss Slovenije 2014), Anita Ogulin (predsednica Zveze prijateljev mladine Ljubljana Moste - Polje), Miha Rakar (direktor Atlantisa) in Miran Vršec (predsednik Alumni kluba Gea Collegea).

### Glasbeniki
Nastopili so Sašo Gačnik - Svarogov, Dragan Bulič, Vlado Pilja, Damiano Roi, Žiga Lakner in Vladimir Čadež.

### Kritika prireditve
Izbor Atlantisa za kraj tekmovanja je bil še en neuspešen poskus organizatorjev, da bi Miss Slovenije povrnil staro slavo. Izbor drugorazrednih glasbenikov (iz resničnostnih šovov) je bil temu primeren.

## Miss sveta 2015
Svetovni izbor je bil 19. decembra v letovišču Sanya na Kitajskem.
Tam se je Kociprova predstavila v oblekah kreatorke Jerneje P. Zhembrovskyy. Gea College ji je dal vizitke v kitajščini in ustvaril njen profil na kitajskih družbenih omrežjih. Ob tej priložnosti so organizirali delavnico o komunikaciji s Kitajsko.